# Konservatoren von Rom

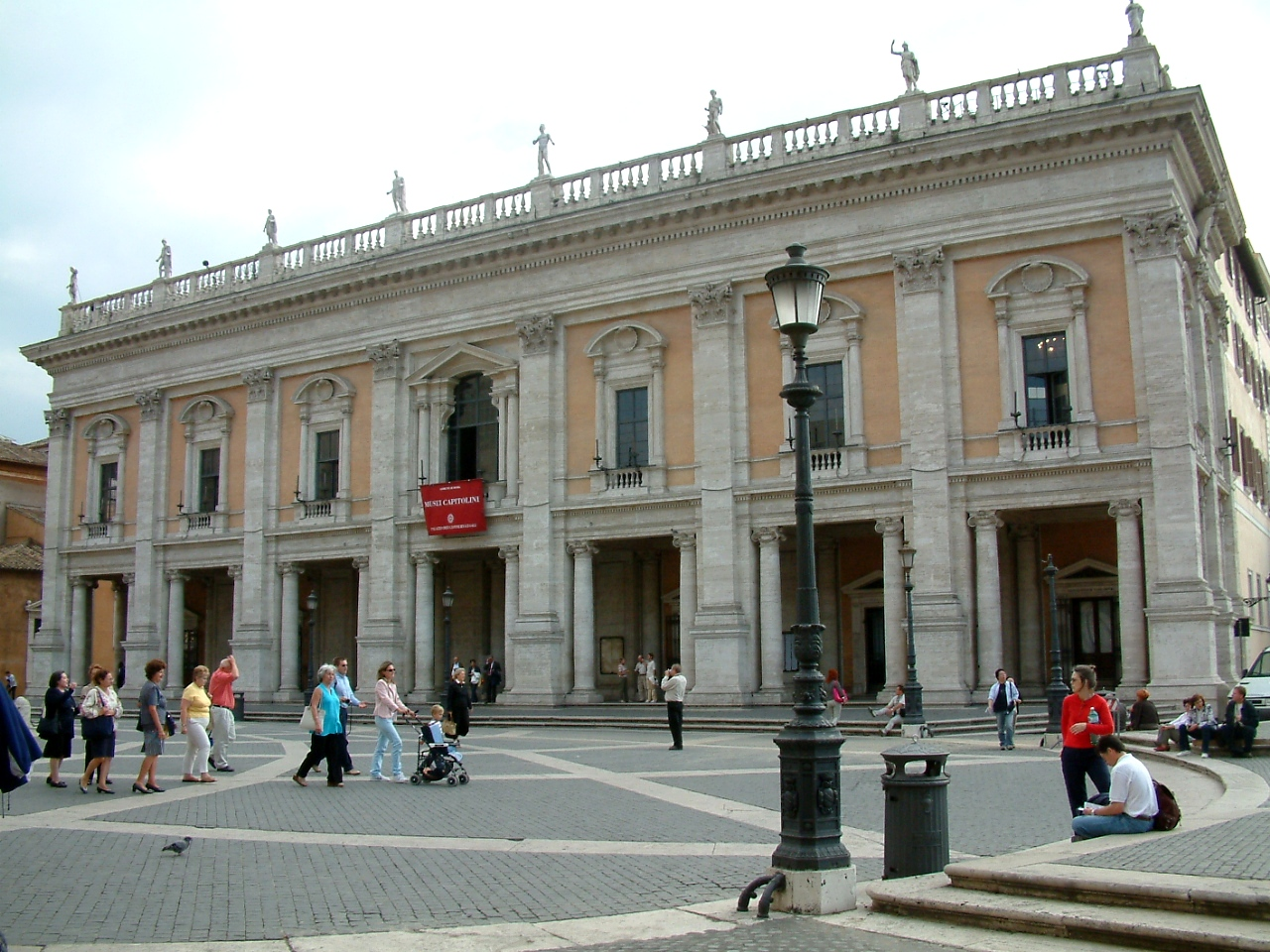
Konservatorenpalast

Die Konservatoren von Rom oder die Camera Capitolina waren die drei Magistrate, die zusammen mit dem Prior der Caporioni den römischen Magistrat zwischen dem 13. Jahrhundert und 1870, dem Jahr des Endes der weltlichen Macht der Päpste, bildeten.
Manchmal wurden sie auch Conservatores Camerae Alme Urbis genannt oder Conservatori del popolo romano. Diese Stadtmagistratur, welche die Exekutive vertrat, wurde in ihren Funktionen von den römischen Konsuln der Antike inspiriert.

## Geschichte
Die Existenz der Konservatoren ist seit 1223 bekannt, zunächst als Ersatz für die Senatoren von Rom (Conservatores Camere Alme Urbis loco Senatoris) und dauerte ununterbrochen bis 1866. Das Amt wurde nach der Ernennung von Senatoren eingerichtet, die in der Regel Adlige ausländischer Herkunft waren und die die Gesetze und Gebräuche der Stadt nicht kannten. Die Konservatoren waren daher für die Überwachung der Einhaltung und Aufrechterhaltung der Statuten, vor allem durch die Senatoren selbst, des Zustands und der Erhaltung der Mauern, Brücken und Straßen der Stadt, der Erhaltung öffentlicher Denkmäler mit der Verpflichtung, die Mittel aufzubringen, sowie für die Gewährung vieler anderer Vorrechte zuständig. Sie stellten die Spitze der Stadtverwaltung Roms dar (genannt Camera Capitolina) und galten aufgrund ihrer Funktionen als Erben der antiken römischen Gebäude.
Die Aufgaben der Konservatoren wurden erstmals in den Statuten von 1523 erläutert, zum Beispiel in der Gegenüberstellung der Monopole zu den Statuten.
Ihre Autonomie, die während des Avignonesischen Papsttums allmählich zugenommen hatte, wurde nach der Rückkehr von Papst Martin V. Colonna nach Rom erheblich eingeschränkt, der in seiner Arbeit zur Wiederherstellung der kirchlichen und zivilen Institutionen ihre Abhängigkeit von der Römischen Kurie erhöhte: Es war nicht ungewöhnlich, dass die Päpste selbst die Konservatoren ernannten.
Ihre Residenz war der gleichnamige Palast an der Piazza del Campidoglio mit den angrenzenden Büros und Archiven des römischen Senats. Die Konservatoren erhielten eigenhändig den Eid des neuen Senators von Rom.

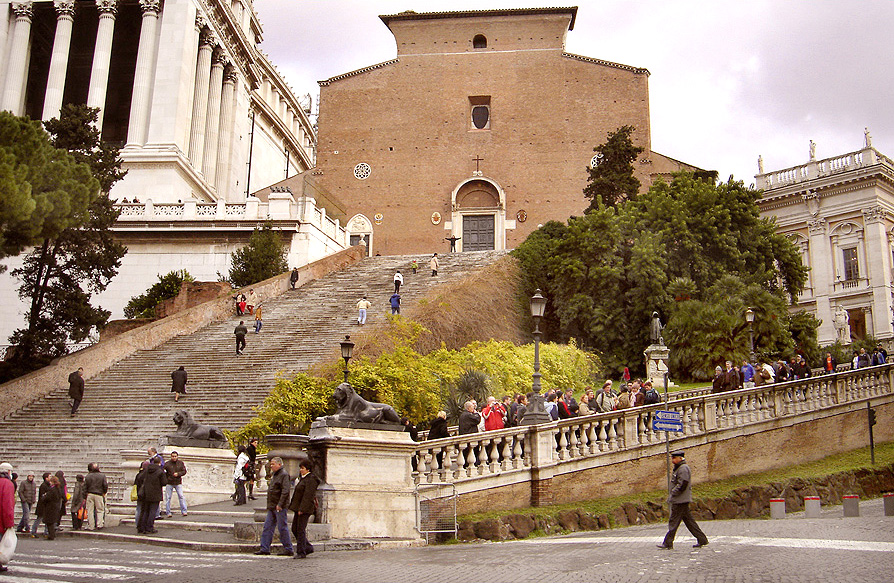
Basilica Santa Maria in Aracoeli

Sie wurden auf der Grundlage von Listen ausgewählt, die von den Caporioni für jeden der 14 Rioni erstellt wurden und seit 1262 als Banderesi bekannt sind. Sie erstellten zusammen mit den Imbussolatori die Liste der wählbaren Personen, die in eine Wahlurne gegeben wurden und in Anwesenheit der Hauptvertreter der Gemeinde und der Kurie in der Basilika Santa Maria in Aracoeli in Campidoglio, alle drei Monate unter den wichtigsten römischen Familien und dann unter den 180 Adligen, die in der Bulle Urbem Romam von 1746 beschrieben wurden, gewählt wurden.

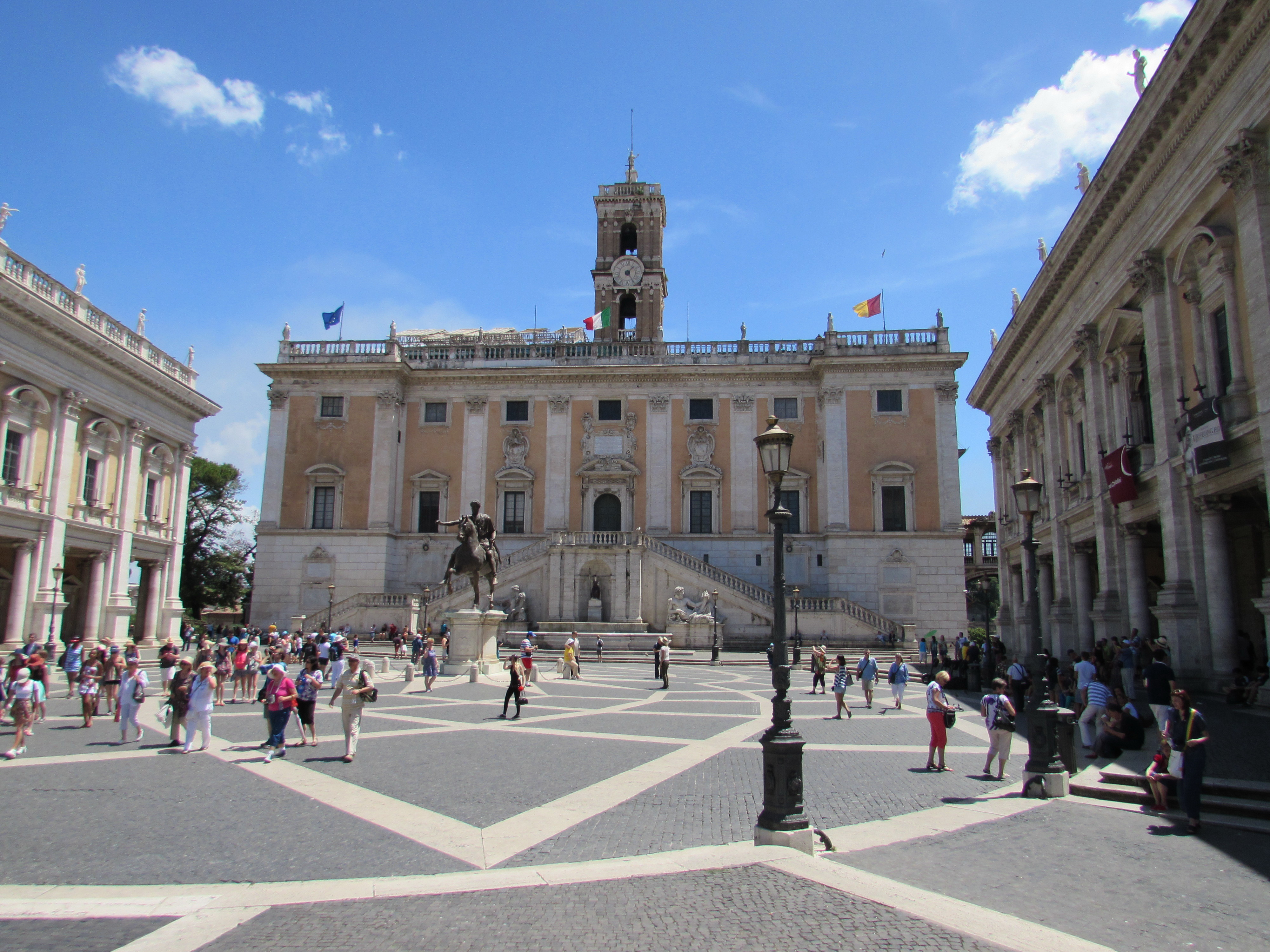
Piazza del Campidoglio

### Wählbarkeit

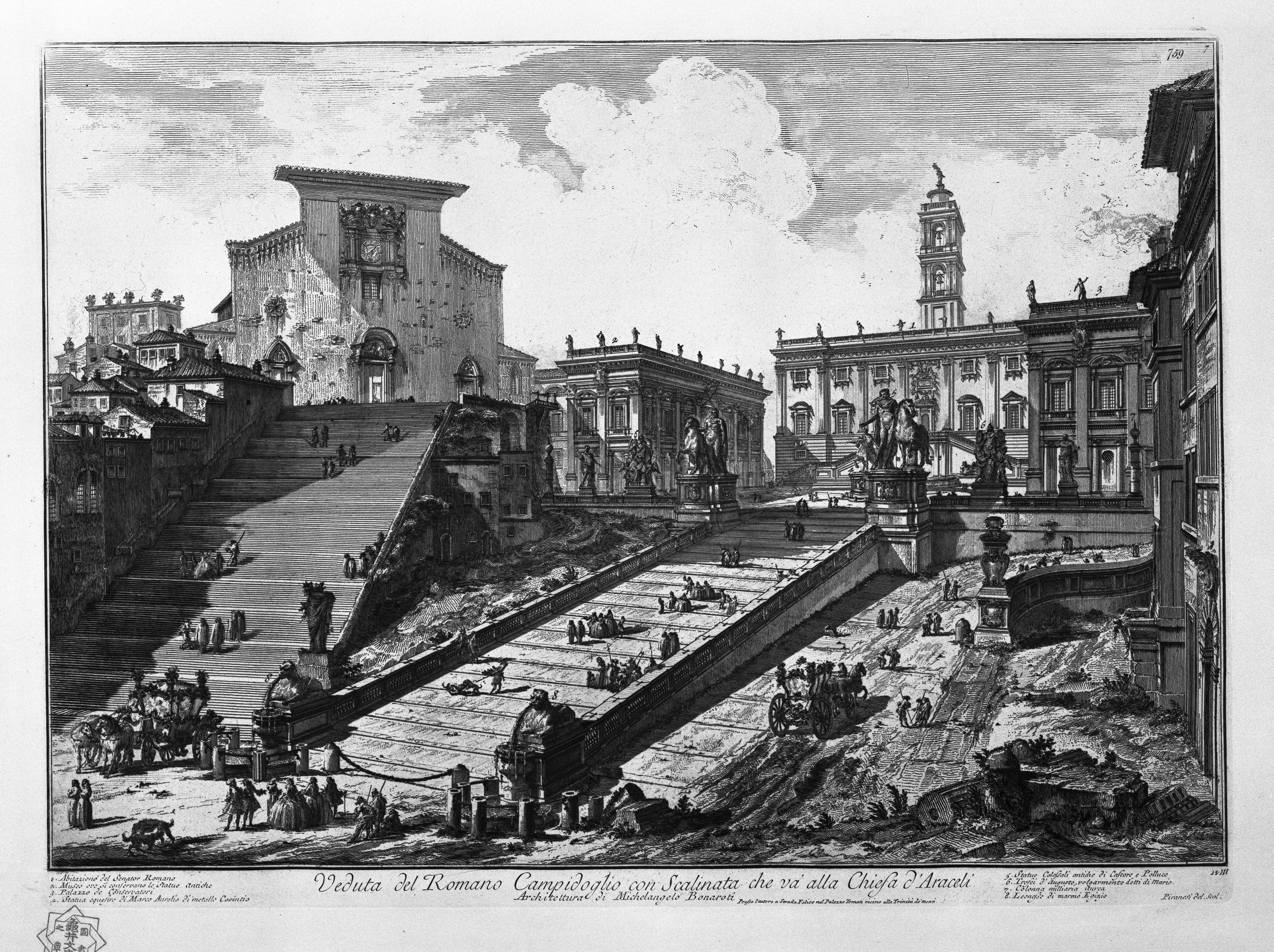
Druck des Kapitols und Aracoeli (links) aus dem 18. Jahrhundert

Die Wahl zum Amt war sehr begehrt, sowohl wegen der beträchtlichen Entschädigung als auch, weil die Wahl der Familie des Gewählten automatisch den Rang des Stadtadels oder des römischen Bürgers (Patrizier) erhielt. Die Wahl folgte ein sehr komplexes Protokoll, so dass sie nach ihrer Wahl erst nach einer Aussetzung von mindestens zwei Amtszeiten erneut gewählt werden konnten. Die Familien, die sich jedoch am häufigsten mit dieser Würde rühmten, waren jedoch vor allem diejenigen mit älteren Wurzeln im römischen Patriziat. Es wurde zwar die Aufnahme neuer Familien in die Stadtpositionen ermöglichten jedoch darauf abgezielt die Kontrolle über die wichtigsten Positionen im ältesten Kern der Stadt zu behalten. Unter den Häufigsten stachen in der Tat alle Mattei mit ihren verschiedenen Zweigen hervor, die allein zwischen 1500 und 1564 das Konservatorium 23 Mal besetzten, gefolgt von den Altieri, Caffarelli, Capranica, Cenci, Crescenzi, Del Bufalo, Mancini, Santacroce und von der Reihe von verschiedenen anderen (Alberini, Albertoni, Arcioni, Astalli, Boccabella, Boccamazza, Boccapaduli, Capizucchi, Capocci, Capodiferro-Maddaleni, Castellani, Cesarini, Fabi, Leni, Maccarani, Margani, Massimo, Mellini, Muti, Naro, Paluzzi, Paoli, Papazzurri, Planca Coronati, Ponziani, Porcari, Sanguigni, Tedallini etc.). Dies, obwohl der römische Adel durch den kontinuierlichen Zustroms neuer Familien, welche den Päpsten folgten. in einigen Fällen sogar ausländischer Herkunft, notwendigerweise "offen" war.
Diese Familien, welche die Klasse des Stadtpatriziers bildeten, waren ursprünglich diejenigen, die Paolo Giovio als den Adel der zweiten Garde definierte, deren Einkommen seit dem 14. Jahrhundert fast ausschließlich aus der Viehzucht oder des Landkaufmannes, Zolleinnahmen, dem Handel und der Verleih von Geld oder dem lukrativen Handel mit Textilien stammt. Dies unterscheidet sich von den etwa zehn Familien, die den Kern der feudalen Aristokratie bildeten, deren Einkommen größtenteils aus Feudalmieten, der Ausübung von Freihandelsrechten und militärischem Beiträgen bestand, die von den Familien des Bürgeradels systematisch bereitgestellt wurden und die im Rahmen traditioneller Familienbündnisse als finanzielle und militärische Unterstützung während der Kämpfe um die Dominanz der Stadt eingesetzt wurden.

### Aufgaben der Konservatoren
Die Konservatoren wurden vom Papst ernannt, um den Senat und das römische Volk für eine begrenzte Zeit zu vertreten: Sie waren für die wirtschaftliche Verwaltung der Stadt zuständig.
Sie standen dem Konservatorengericht vor, das die Befugnis hatte, gerichtliche Entscheidungen über die Wirtschafts- und Verwaltungsstreitigkeiten der Stadt zu treffen und Verordnungen zu verschiedenen Angelegenheiten zu erlassen. Es wurde schließlich 1847 mit der von Pius IX. verkündeten Reform durch ein Sondergesetz in Form eines motu proprio vom 1. Oktober 1847 (Struttura e organizzazione municipale e dell'amministrazione degli uffici) abgeschafft, das die Anzahl der Konservatoren von drei auf acht erhöhte und den Prior der Caporioni abschaffte. Die Konservativen waren nicht nur für die wirtschaftliche Verwaltung, sondern auch für die Sicherheit der Stadt verantwortlich: Die Überwachung der Stabilität der Getreidepreise und der öffentlichen Ordnung waren besonders wichtig, auch die Sicherheit von Festen und öffentlichen Feiern, wie dem Karneval, an dem sie teilnahmen. Diese Minister unterschieden sich von denen des Senators von Rom (eine Position, die sie in der Regel auf Lebenszeit innehatte und deren Funktionen sie in seiner Abwesenheit ausübten), von der Berufung der Konsuln der Künste und anderer Bereiche und des Landwirtschaftskonsulats, dass die volle Zuständigkeit für die vier Lehen des römischen Volkes hatte: Magliano Sabina, Cori, Barbarano Romano und Vitorchiano mit dem Recht, sie zu besuchen. Die Rolle der Konservatoren war in den Zeiten des Leerstandes zwischen dem Tod des Papstes und der Wahl seines Nachfolgers besonders bedeutend. Schließlich hatten die Konservatoren das Recht, das Privileg der römischen Staatsbürgerschaft zu gewähren.
Sie genossen unter anderem das Privileg während der Krönungszeremonie den Baldachin des Papstes zu halten. Bei den Zeremonien trugen sie die Kleidung der Senatoren (rubbone) aus Goldbrokat bis zu den Füßen, mit breiten Ärmeln und einer schwarzen Mütze. Bei der Unterzeichnung ihrer Urkunden im Namen des römischen Senats verwendeten sie die folgende Formel: Senatus Populique Romanus auctoritate qua fungimur + S.P.Q.R.